# Pauline Curley
Pauline Curley (née le 19 décembre 1903 à Holyoke, Massachusetts et morte le 11 décembre 2000 à Santa Monica, Californie), de son vrai nom Rose Pauline Curley, est une actrice américaine de l'époque du cinéma muet.

## Biographie
Pauline Curley naît le 19 décembre 1903 à Holyoke, Massachusetts.
Elle commence sa carrière sur les planches à l'âge de 5 ans. Elle a son premier rôle au cinéma en 1912. Son dernier film date de 1929.
En 1922, elle se marie au réalisateur Kenneth Peach (en), dont elle a un fils, Kenneth Peach Jr., réalisateur lui-aussi.
Elle meurt le 11 décembre 2000 à Santa Monica (Californie) de pneumonie.

## Filmographie

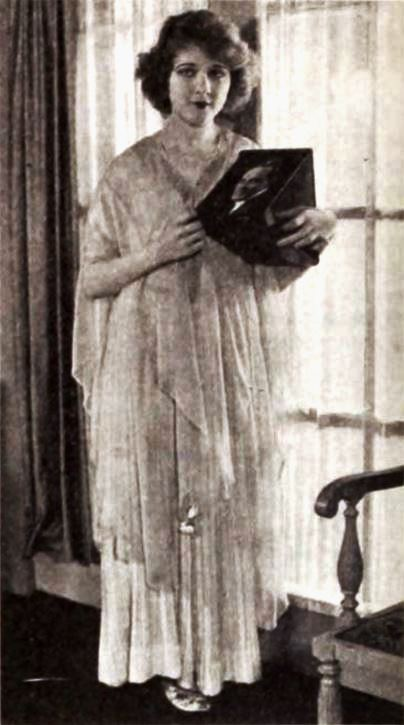
Pauline Curley dans The Veiled Mystery en 1920.

- 1912 Tangled Relations de Harry Solter
- 1915 The Unbroken Road
- 1915 Life Without Soul de Joseph W. Smiley : Claudia Frawley
- 1917 A Case at Law d'Arthur Rosson : Mayme Saunders
- 1917 Cassidy d'Arthur Rosson : la fille de Grant
- 1917 The Square Deceiver de Fred J. Balshofer : Beatrice Forsythe
- 1918 Her Boy de George Irving : Virginia Gordon
- 1918 His Daughter Pays de Paul Trinchera : Margery La Tour
- 1918 Lend Me Your Name de Fred J. Balshofer : Rosalind
- 1918 The Landloper de George Irving : Kate Kilgour
- 1918 The Fall of the Romanoffs de Herbert Brenon : Princesse Irena
- 1918 Douglas au pays des mosquées (Bound in Morocco) de Allan Dwan : Ysail
- 1919 The Solitary Sin de Frederick Sullivan : Dorothy Morton
- 1919 Le Tournant (The Turn in the Road) de King Vidor : Evelyn Barker
- 1919 : Âme hindoue (The Man Beneath) de William Worthington  : Mary Erskine
- 1920 The Invisible Hand de William J. Bowman
- 1920 The Veiled Mystery
- 1920 The Valley of Tomorrow d'Emmett J. Flynn : Cecelia May Morgan
- 1921 Hands Off de George E. Marshall : Ramona Wadley
- 1921 Judge Her Not de George Edward Hall : May Harper
- 1923 The Prairie Mystery de George Edward Hall
- 1924 The Trail of Vengeance de Al Ferguson
- 1924 Midnight Secrets de Jack Nelson
- 1924 Shackles of Fear de Al Ferguson : Betty Allison
- 1925 His Greatest Battle de Robert J. Horner (en)
- 1925 Cowboy Courage de Robert J. Horner (en) : Ruth Dawson
- 1925 Ridin' Wild de Leon De La Mothe : Betty Blake
- 1926 Walloping Kid de Robert J. Horner (en)
- 1926 The Millionaire Orphan de Robert J. Horner (en) : Fay Moreland
- 1926 Twin Six O'Brien de Robert J. Horner (en)
- 1926 Pony Express Rider (en) de Robert J. Horner (en)
- 1926 West of the Rainbow's End de Bennett Cohn : Daisy Kent
- 1927 Thunderbolt's Tracks de J. P. McGowan : Alice Hayden
- 1927 Code of the Range de Bennett Cohn
- 1927 The Laffin' Fool de Bennett Cohn
- 1928 Power de Howard Higgin : une femme
- 1928 Devil Dogs de Fred Windermere : Joyce Moore

## Sources
- Fiche de l'actrice sur le site Silent Era, consultée le 20 avril 2012
- Fiche de l'actrice sur le site de TCM, consultée le 20 avril 2012